# Mimudea fuscizonalis
Mimudea fuscizonalis là một loài bướm đêm trong họ Crambidae.